# Meinolf Schumacher
Meinolf Schumacher (* 8. Mai 1954 in Dortmund) ist ein deutscher Literaturwissenschaftler und germanistischer Mediävist.
Schumacher studierte an der Westfälischen Wilhelms-Universität in Münster die Fächer Germanistik, Philosophie, Ethnologie und Erziehungswissenschaften. Seine wichtigsten akademischen Lehrer waren Friedrich Ohly, Helmut Arntzen und Hans Blumenberg. 1994 wurde Schumacher in Münster mit einer umfangreichen Studie zur Metaphorik der Sünde promoviert, die von der Bischöflichen Studienstiftung Cusanuswerk gefördert worden war. Er arbeitete in Forschungsprojekten zur Literatur aus dem Umfeld des Heidelberger Hofes bei Jan-Dirk Müller und zur Visuellen Poesie bei Ulrich Ernst. Während seiner Tätigkeit an der Bergischen Universität Wuppertal habilitierte er sich dort im Jahr 2000. Von 2007 bis 2022 war er Universitätsprofessor für Germanistische Mediävistik an der Universität Bielefeld.
Forschungsschwerpunkte Schumachers sind die Deutsche Literatur und Sprache der Vormoderne, die Europäische Literaturwissenschaft (Ältere Komparatistik), die Historische Semantik, die Schnittstellen von Philologie und Kulturwissenschaft und die Medialität (Stimme, Schrift, Geste, Klang, Bild und Szene). Aktuelle Studien erkunden die Imaginationen von Mitleid und Trost. In zeitlicher Hinsicht reichen seine Gegenstände von  Gregor dem Großen über die Merseburger Zaubersprüche, Walther von der Vogelweide, Thomasîn von Zerclaere und Oswald von Wolkenstein bis hin zu Annette von Droste-Hülshoff, Fritz Lang, Uwe Johnson und Robert Schindel.
Als Fellow einer Forschungsgruppe am Bielefelder Zentrum für interdisziplinäre Forschung (ZiF) zum Thema Felix Culpa? Zur kulturellen Produktivität der Schuld arbeitete er über die Möglichkeiten stellvertretender  Buße in der Geschichte des Christentums und in der Gegenwart. Im Rahmen dieses Projekts veranstaltete er im März 2019 mit Katharina von Kellenbach einen Workshop zum Thema Unreinheit und Schuld; dabei unternahm er den Versuch, das Schweigen innerhalb der katholischen Kirche zu den Vergehen des sexuellen Missbrauchs von der Unreinheits-Metaphorik biblischer und theologischer Sprache her zu verstehen.
Schumacher ist Mitglied u. a. im Deutschen Germanistenverband, im Mediävistenverband, in der Deutschen Schillergesellschaft, sowie in der Oswald von Wolkenstein-Gesellschaft.
Er lebt in Bielefeld und in Vorpommern.

## Schriften (Auswahl)
- Sündenschmutz und Herzensreinheit. Studien zur Metaphorik der Sünde in lateinischer und deutscher Literatur des Mittelalters (= Münstersche Mittelalter-Schriften. 73). Wilhelm Fink, München 1996, ISBN 3-7705-3127-2 (Zugleich: Münster, Universität, Dissertation, 1994/1995) (Digitalisat).
- Ärzte mit der Zunge. Leckende Hunde in der europäischen Literatur. Von der patristischen Exegese des Lazarus-Gleichnisses (Lk. 16) bis zum ‚Romanzero’ Heinrich Heines (= Aisthesis-Essay. 16). Aisthesis-Verlag, Bielefeld 2003, ISBN 3-89528-310-X (Auch als E-Book (PDF), ebd. 2019, ISBN 978-3-8498-1409-0).
- Mitarbeit in: Klaus-Michael Bogdal, Kai Kauffmann, Georg Mein: BA-Studium Germanistik. Ein Lehrbuch (= Rororo. 55682 Rowohlts Enzyklopädie). Rowohlt-Taschenbuch-Verlag, Reinbek bei Hamburg 2008, ISBN 978-3-499-55682-1.
- Einführung in die deutsche Literatur des Mittelalters. WBG – Wissenschaftliche Buchgesellschaft, Darmstadt 2010, ISBN 978-3-534-19603-6 (Auch als E-Book (PDF), ebd. 2011, ISBN 978-3-534-70610-5; sowie als E-Book (epub), ebd. 2012, ISBN 978-3-534-70611-2) (Digitalisat).